# 異性愛規範
異性愛規範（いせいあいきはん）、ヘテロノーマティヴィティ（英語: heteronormativity）は、全ての人々が本質的に自然な役割を持つとされる性別（多くの社会では男性や女性）のいずれかに入るとする規範である。異性愛規範は、異性愛が唯一の性的指向とされること、または唯一の規範であること、性的な、または婚姻関係は異性の人々の間で最も適合していることを前提としている。異性愛規範は強制的異性愛やホモフォビアとつながることが多い。

## 語源
マイケル・ワーナーによる1991年の著作をきっかけに広まった。この概念の起源は、ゲイル・ルービンの「セックス／ジェンダー・システム」の概念および、アドリエンヌ・リッチの「強制的異性愛」の概念にある。当初から、異性愛規範に関する理論はジェンダーへの批判的視点を含んでいた。ワーナーは、「クィアとしての自己理解に至るすべての人は、何らかのかたちで、自らのスティグマ化がジェンダーと深く関わっていることを知っている。……クィアであるということは、性差が何を意味するのかという一般的な理解に対して、ある程度言語化可能なかたちで挑戦できることを意味する」と述べている。ローレン・バーラントとワーナーは、代表的論文「Sex in Public」においてこれらの概念をさらに発展させた。
異性愛規範は、単なるイデオロギーや偏見、ゲイやレズビアンに対する恐怖ではない。それは、国民国家や法制度、商業、医療、教育といった社会生活のあらゆる制度や構造の中に、また、物語性やロマンス、その他文化における保護された空間における慣習や感情の中にまで、広範にわたって再生産されているのである。

## 分析
異性愛規範的な態度に対する批判者には、キャシー・J・コーエン、マイケル・ワーナー、ローレン・バーラントなどが含まれる。彼らは、このような態度が抑圧的であり、逸脱と見なされる性的指向やジェンダーをスティグマ化し、周縁化し、また、そうした表現が規範に合致しない場合には自己表現を困難にすると主張している。異性愛規範という概念は、社会制度や政策が、人々は異性愛者であること、またジェンダーとセックスは自然な二分法であるという前提を強化していることを指す。異性愛規範的な文化は、異性愛を「正常」かつ「自然」として特権化し、結婚、税制、雇用といった分野においてLGBTの人々が差別される環境を助長する。バーラントとワーナーの議論を踏まえて、ローリーとスタークもまた、家庭内の「親密圏」が、とくに結婚や養子縁組に関する異性愛規範的な公共言説を支える「疑問視されることのない非‐場所」となっていると主張している。
文化人類学者ゲイル・ルービンによれば、主流社会における異性愛規範は「セックスのヒエラルキー」を生み出し、性的行為を道徳的に「良いセックス」から「悪いセックス」へと序列化している。このヒエラルキーでは、関係性のある異性愛者同士の一夫一婦的な性行為が「良い」とされ、それ以外の行為や個人は「悪い」と見なされる。この基準においては、長期的な同性カップルや非一夫一婦的・性的に活動的なゲイの人々などは、その中間に位置づけられる。ニューヨーク大学の講師パトリック・マクリアリーは、このヒエラルキーによって、ポルノの消費や公共の場での性行為といった、異性愛者も行う行為であっても、それがゲイによるものであれば「逸脱」としてスティグマ化されることが説明できると述べている。大学キャンパスにおける性的指向にもとづく差別については、多くの研究が存在する。
マクリアリーは、こうした異性愛規範的なヒエラルキーが職場にも及び、ゲイ、レズビアン、バイセクシュアルの人々が、反同性愛的な採用方針や職場での差別に直面しており、とくにヒエラルキーの「最下層」とされるトランスセクシュアルの人々が、もっとも露骨な差別を受けやすく、就職も困難になると指摘している。
多くの国では、非異性愛者であること、あるいはそう見なされることを理由に、応募者や雇用者が不採用にされたり、解雇されたりすることが合法である。その一例として、1991年に全米の注目を集めたチェーンレストラン「クラッカーバレル」の事例がある。ここでは、レズビアンであることを公にしていた従業員が、「通常の異性愛的価値観を示さない性的嗜好は、伝統的なアメリカの価値観と相容れない」とする方針のもとで解雇された。こうした職場方針にもとづき、解雇された従業員や、女性的とされた男性ウェイター（これが実際の標的だったとされる）などは、異性愛規範的文化に「逸脱」したとして、合法的に解雇されたのである。また、異性愛規範はSNSなどのソーシャルメディアにも及ぶという研究もある。これらの場はしばしばLGBTの人々にとっての「安全な空間」と見なされるが、同時に、これまで対面のやり取りに限定されていた職場での異性愛規範的な期待を再生産する場にもなりうる。
ムスタファ・ビルゲハン・オズトゥルクは、トルコにおける多様な文脈において、レズビアン、ゲイ、バイセクシュアルの労働者が経験する職場での状況に着目し、家父長的慣行と制度が異性愛規範と性的少数者への雇用差別にどのように関連しているかを分析している。これは、性的マイノリティに対する身体的・職業的・心理的な差別が、特定の歴史的文脈と地域的な権力／知の形成に根ざしていることを示している。
特定の宗教は、その教義を通じて異性愛規範的な信念を促進していることが知られている。オクラホマ大学の社会学教授サミュエル・ペリーおよびカーラ・スノウダーによれば、過去の複数の研究で、アメリカ人の宗教的信念とホモフォビア的行動との間にはしばしば関連があることが示されている。世界五大宗教のうち、アブラハムの宗教（キリスト教、ユダヤ教、イスラム教）はいずれも、結婚に関して異性愛規範的な見解を支持している。近年の例としては、ケンタッキー州の公務員キム・デイヴィスが、自らの信仰に反するとして同性カップルへの結婚許可証の発行を拒否した事件や、コロラド州のパン職人が、宗教を理由に同性カップルへのウェディングケーキ提供を拒否し、連邦最高裁がそれを認めた判決などが挙げられる。

## ホモノーマティヴィティ
ホモノーマティヴィティ（homonormativity）とは、同性愛の特権化、あるいは異性愛規範の理想や構造がLGBTQ文化や個人のアイデンティティに取り込まれることを指す用語である。とくにキャサリン・コーネルは、ホモノーマティヴィティとは「結婚、一夫一婦制、生殖、生産性といった異性愛文化の規範との共通性を強調するものである」と述べている。この用語はほとんどの場合後者の意味で使用されており、2003年にはリサ・ダガンによって広く用いられた。一方、トランスジェンダー研究者スーザン・ストライカーは論文「Transgender History, Homonormativity, and Disciplinary」において、この語が1990年代にトランスジェンダー活動家によって、ゲイ／レズビアンの規範がトランスジェンダーの課題に押し付けられることを指して用いられていたことにも言及している。実際、トランスジェンダーの人々はエイズ対策の医療プログラムから除外され、ワシントンD.C.でのゲイ／レズビアンのデモにも参加を拒まれることがあった。
ホモノーマティヴィティという概念には、近年では「トランスノーマティヴィティ」も含まれるようになっており、これは「トランスの人々に対して、伝統的かつ性差別的なジェンダー観に従うよう圧力がかかる状況」を指す。また、ホモノーマティヴィティは、ゲイ・リベレーション運動期におけるクィア・コミュニティの急進的な政治性を覆い隠したり消し去ったりするためにも用いられる。それは、結婚の平等や養子縁組の権利といった保守的な目標へと政治的関心をすり替え、クィアなサブカルチャーを商業化し主流化する形でも現れる。
ニューサウスウェールズ大学の政治・国際関係学講師ペニー・グリフィンによれば、ホモノーマティヴィティは、結婚制度や生殖、一元的なジェンダー役割といった価値を内在的に異性愛主義的かつ人種差別的なものとして批判するのではなく、むしろ新自由主義の価値を支持・維持する役割を果たしている。この意味で、ホモノーマティヴィティは国際的に構造化された資本主義的世界システムの拡大と維持に深く結びついている。ダガンは、ホモノーマティヴィティがLGBTコミュニティを「価値のある存在」のヒエラルキーに分断すると主張する。つまり、異性愛規範に最も近いジェンダー・アイデンティティを体現していると見なされるLGBTの人々が、最も権利を得るにふさわしいとされるのである。一方で、このヒエラルキーの最下層に置かれる人々――たとえば、バイセクシュアル、トランスジェンダー、ノンバイナリー、西洋以外のジェンダーを持つ人々、インターセックス、有色人種のクィア、クィアのセックスワーカーなど――は、ホモノーマティヴな人々が権利を獲得するうえで「障害」と見なされがちである。たとえば、オランダのある実証研究では、トランスジェンダーやジェンダー非順応的なLGBTの人々が、コミュニティ内部で「普通にふるまっていない」として見下される傾向にあることが明らかになった。一方で、規範に適応した人々は、社会の中で「見えなくなり」、コミュニティ内の非順応的な存在に対して常に恐れや恥を感じるようになる。
ストライカーは、理論家ユルゲン・ハーバーマスの「公共圏」概念を参照しながら、公共圏とは多様なイデオロギーをめぐって人々が集い議論できる場であるとし、非順応的なLGBTQコミュニティが排除されることによって、社会全体がジェンダー多様な人々の市民参加を否定しているのだと指摘している。

## 注
1. 1 2  Warner, Michael (1991). “Introduction: Fear of a Queer Planet”. Social Text (29):  3–17. JSTOR 466295.
2. ↑  Rich, Adrienne (July 1980). “Compulsory Heterosexuality and Lesbian Existence”. Signs 5 (4):  631–660. doi:10.1086/493756.
3. ↑  Berlant, Lauren; Warner, Michael (1 January 1998). “Sex in Public”. Critical Inquiry 24 (2):  554–555. doi:10.1086/448884. ISSN 0093-1896.
4. ↑  Berlant, Lauren; Warner, Michael (1 January 1998). “Sex in Public”. Critical Inquiry 24 (2):  554–555. doi:10.1086/448884. ISSN 0093-1896.
5. ↑  Leap, William (2007). “Language, Socialization and Silence in Gay Adolescence". Section (from p. 98): "Charting a Path through the 'Desert of Nothing'”. In Lovaas, Karen E.; Jenkins, Mercilee M. (英語). Sexualities and Communication in Everyday Life: A Reader. California, USA: SAGE. pp. 95–107. ISBN 978-1-4129-1443-7
6. 1 2 3 4 5  Krupat, Kitty (2001). Out at Work: Building a Gay-Labor Alliance. U of Minnesota Press. pp. 268. ISBN 978-0-8166-3741-6
7. ↑  DeFrancisco, Victoria (2014). Gender in Communication. U.S.A: SAGE Publication, Inc.. pp. 16. ISBN 978-1-4522-2009-3
8. ↑  Fidolini, Vulca (2023). The making of heterosexualities. Routledge. ISBN 9780367757939
9. ↑  Meyer, Doug (2015). Violence against Queer People. Rutgers University Press.  オリジナルの15 May 2019時点におけるアーカイブ。 2020年12月20日閲覧。
10. ↑  Laurie, Timothy; Stark, Hannah (28 April 2011). “Reconsidering Kinship: Beyond the Nuclear Family with Deleuze and Guattari”. Cultural Studies Review 18 (1). doi:10.5130/csr.v18i1.1612. hdl:10453/44229.
11. ↑  ゲイル・ルービン (1997). “性を考える--セクシュアリティの政治に関するラディカルな理論のための覚書”. 現代思想 (青土社) 25 (6):  94-144.
12. ↑  Byron, Reginald A.; Lowe, Maria R.; Billingsley, Brianna; Tuttle, Nathan (16 April 2017). “Performativity Double Standards and the Sexual Orientation Climate at a Southern Liberal Arts University”. Journal of Homosexuality 64 (5):  671–696. doi:10.1080/00918369.2016.1196994. PMID 27267937.
13. ↑  Lauriano, Lucas Amaral (11 February 2023). “Gay employees on social media: Strategies to portray professionalism”. Journal of Computer-Mediated Communication 28 (2). doi:10.1093/jcmc/zmad001.
14. ↑  Bilgehan Ozturk, Mustafa (August 2011). “Sexual orientation discrimination: Exploring the experiences of lesbian, gay and bisexual employees in Turkey”. Human Relations 64 (8):  1099–1118. doi:10.1177/0018726710396249.
15. 1 2  “Homosexuality and Religion | SexInfo Online”. www.soc.ucsb.edu. 2019年6月14日時点のオリジナルよりアーカイブ。2019年3月21日閲覧。
16. ↑  Perry, Samuel L.; Snawder, Kara J. (December 2016). “Longitudinal Effects of Religious Media on Opposition to Same-Sex Marriage”. Sexuality & Culture 20 (4):  785–804. doi:10.1007/s12119-016-9357-y.
17. ↑  Blinder, Alan; Lewin, Tamar (2015年9月3日). “Clerk in Kentucky Chooses Jail Over Deal on Same-Sex Marriage”. The New York Times.  オリジナルの2015年9月3日時点におけるアーカイブ。 2019年3月21日閲覧。
18. ↑  “Masterpiece Cake Shop, LTD v. Colorado Civil Rights Commission”. supremecourt.gov.   Supreme Court of the United States (2019年3月21日). 2018年12月4日時点のオリジナルよりアーカイブ。2019年3月21日閲覧。
19. ↑  David Orzechowitz (2010). “Gender, Sexuality, Culture and the Closet in Theme Park Parades”. In Christine L. Williams; Kirsten Dellinger. Gender and Sexuality in the Workplace. Emerald Group. p. 241. ISBN 978-1-8485-5371-2. "The dominance of a homonormative culture in Parades subordinates male heterosexuality to male homosexuality."
20. ↑  “Homonormativity”. web.uvic.ca.   Positive Space Network. 2015年7月2日時点のオリジナルよりアーカイブ。2015年1月3日閲覧。
21. 1 2 3  Connell, Catherine. School's Out : Gay and Lesbian Teachers in the Classroom (1). Berkeley, US: University of California Press, 2014. ProQuest ebrary. Web. 15 March 2017.
22. ↑  Queer Twin Cities. Minneapolis, US: University of Minnesota Press, 2010. ProQuest ebrary. Web. 15 March 2017.
23. 1 2  Duggan, Lisa. The Twilight of Equality?: Neoliberalism, Cultural Politics, and the Attack On Democracy. Beacon Press, 2003.
24. ↑  Stryker, Susan (1 January 2008). “Transgender History, Homonormativity, and Disciplinarity”. Radical History Review 2008 (100):  145–157. doi:10.1215/01636545-2007-026.
25. 1 2  Stryker, Susan (1 January 2008). “Transgender History, Homonormativity, and Disciplinarity”. Radical History Review 2008 (100):  145–157. doi:10.1215/01636545-2007-026.
26. ↑  Cover, Rob (2016). Queer Youth Suicide, Culture and Identity: Unliveable Lives?. Routledge. ISBN 978-1-317-07255-3[要ページ番号]
27. ↑  Stryker, Susan (2008). Transgender History. Seal Press. ISBN 978-1-58005-224-5[要ページ番号]
28. 1 2  Lewis, Holly (2016). The Politics of Everybody. London: Zed Books Ltd.. pp. 222–230. ISBN 978-1-78360-287-2
29. ↑  Duggan, Lisa (2002). “The New Homonormativity: The Sexual Politics of Neoliberalism”. In Castronovo, Russ; Nelson, Dana D.. Materializing Democracy: Toward a Revitalized Cultural Politics. Duke University Press. pp. 175–194. ISBN 978-0-8223-8390-1
30. ↑  Alderson, David (2016). Sex, Needs and Queer Culture. London: Zed Books Ltd. ISBN 978-1-78360-512-5[要ページ番号]
31. ↑  Griffin, Penny (May 2007). “Sexing the Economy in a Neo-Liberal World Order: Neo-Liberal Discourse and the (Re)Production of Heteronormative Heterosexuality”. The British Journal of Politics and International Relations 9 (2):  220–238. doi:10.1111/j.1467-856x.2007.00280.x.
32. ↑  Stryker, S. (1 January 2008). “Transgender History, Homonormativity, and Disciplinarity”. Radical History Review 2008 (100):  145–157. doi:10.1215/01636545-2007-026.
33. ↑  Ferguson, Roderick A. (2005). “Race-ing Homonormativity: Citizenship, Sociology, and Gay Identity”. In E. Patrick Johnson; Mae G. Henderson. Black Queer Studies: A Critical Anthology. Duke University Press. pp. 52–67. doi:10.1215/9780822387220. ISBN 978-0-8223-8722-0
34. ↑  Robinson, Brandon Andrew (December 2012). “Is This What Equality Looks Like?: How Assimilation Marginalizes the Dutch LGBT Community”. Sexuality Research and Social Policy 9 (4):  327–336. doi:10.1007/s13178-012-0084-3.